# Nola infralba
Nola infralba is een vlinder uit de familie van de visstaartjes (Nolidae). De wetenschappelijke naam van de soort zijn voor het eerst geldig gepubliceerd in 1976 door Inoue.